# Dobârceni (gmina)
Dobârceni – gmina w Rumunii, w okręgu Botoszany. Obejmuje miejscowości Bivolari, Brăteni, Cișmănești, Dobârceni, Livada i Murguța. W 2011 roku liczyła 2729 mieszkańców.